# فرودگاه بین‌المللی بانگوئی ام‌پوکو
فرودگاه بین‌المللی بانگوئی ام‌پوکو (به انگلیسی: Bangui M'Poko International Airport) یک فرودگاه همگانی با کد یاتا BGF است که یک باند فرود آسفالت دارد و طول باند آن ۲۶۰۰ متر است. این فرودگاه در شهر بانگوئی کشور جمهوری آفریقای مرکزی قرار دارد و در ارتفاع ۳۶۸ متری از سطح دریا واقع شده‌است.

## شرکت‌های هواپیمایی و مقصدهای پروازی

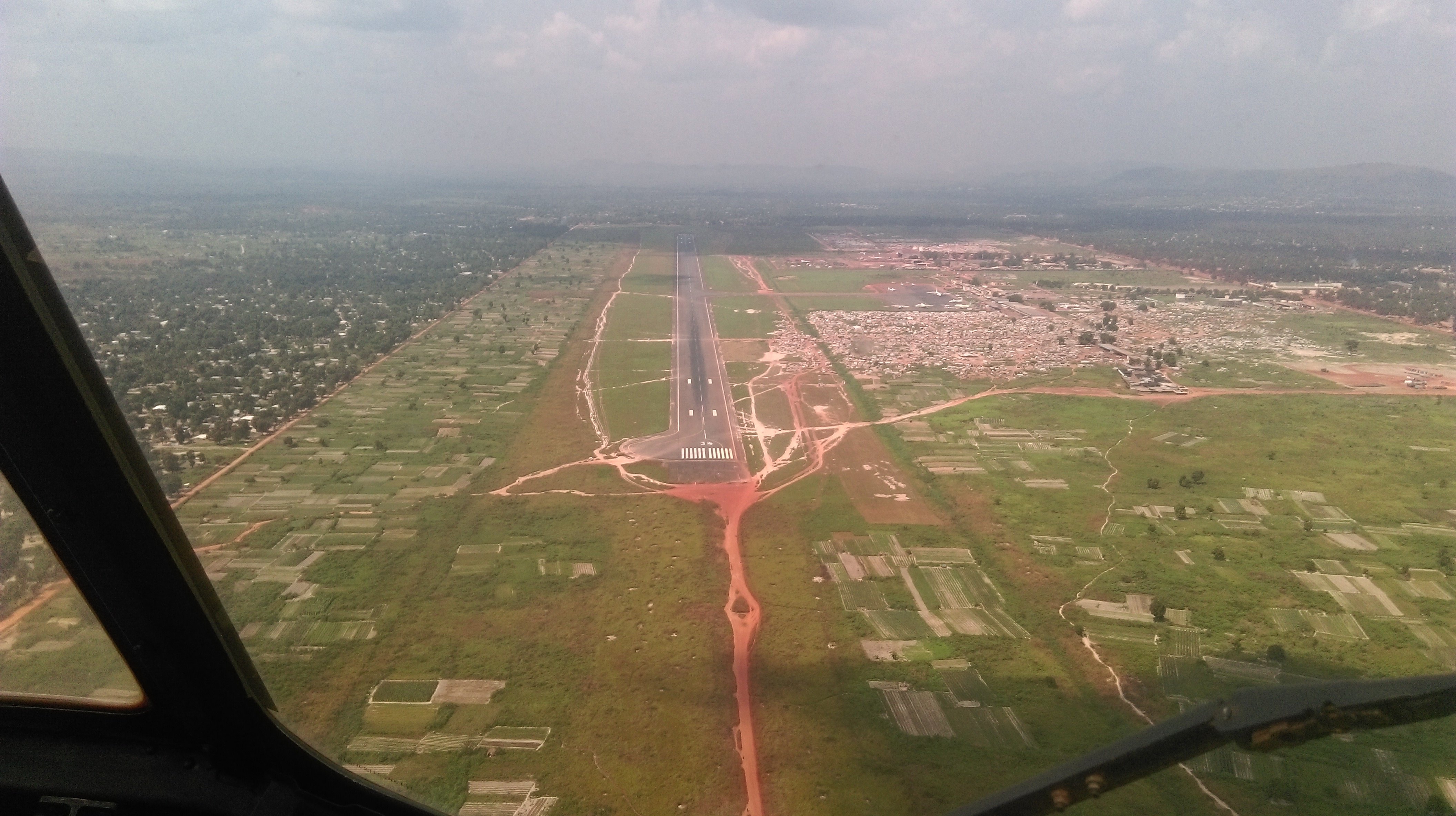
The Runway

| شرکت‌های هواپیمایی       | مقصدهای پروازی           |
| ----------------------- | ------------------------ |
| ایر فرانس               | شارل دوگل پاریس          |
| ایر ساحل عاج            | پورت بوئت، دوالا         |
| ASKY Airlines           | دوالا، لومه-توکین،       |
| کارینو ایرلاینز         | کژیون، دوالا             |
| کنیا ایرویز             | دوالا، انتبه جومو کنیاتا |
| هواپیمایی پادشاهی مراکش | محمد پنجم                |
| تاگ آنگولا ایرلاینز     | مایا-مایا,               |